# Robert Cray
Robert Cray, född 1 augusti 1953 i Columbus, Georgia, är en amerikansk bluessångare och gitarrist. 
Cray slog igenom 1983 med sitt andra album, Bad Influence. Albumet Showdown!, som han spelade in tillsammans med Albert Collins och Johnny Copeland, gav honom 1986 en Grammy Award i kategorin bästa traditionella bluesalbum. Samma år gavs albumet Strong Persuader ut, vilket kom att bli hans genombrott bland mainstreampubliken och belönades med 1987 års Grammy för bästa samtida bluesalbum. Hans tredje Grammy på lika många år fick han 1988 för sången "Don't Be Afraid of the Dark".
Framgångarna fortsatte därefter med album som Some Rainy Morning, Sweet Potato Pie och Take Your Shoes Off under 1990-talet och Shoulda Been Home och Twenty under 2000-talet. Han valdes 2011 in i Blues Hall of Fame.
Robert Cray spelar med gruppen The Robert Cray Band, i vilken den mest långvarige medlemmen utöver Cray är basisten Richard Cousins.

## Diskografi
- 1980 – Who's Been Talkin' (återutgiven som Too Many Cooks 1990)
- 1983 – Bad Influence
- 1985 – False Accusations
- 1985 – Showdown! (med Albert Collins och Johnny Copeland)
- 1986 – Strong Persuader
- 1988 – Don't Be Afraid of the Dark
- 1990 – Midnight Stroll
- 1992 – I Was Warned
- 1993 – Shame + A Sin
- 1995 – Some Rainy Morning
- 1997 – Sweet Potato Pie
- 1999 – Take Your Shoes Off
- 2001 – Shoulda Been Home
- 2003 – Time Will Tell
- 2005 – Twenty
- 2006 – Live from Across the Pond
- 2009 – This Time
- 2010 – Cookin' in Mobile
- 2012 – Nothin But Love
- 2014 – In My Soul